# A Dead Sinking Story
A Dead Sinking Story è un album degli Envy, pubblicato nel 2003.

## Tracce
1. Chain Wandering Deeply – 8:28
2. Distress of Ignorance – 5:54
3. Evidence – 3:16
4. Color of Fetters – 7:19
5. Unrepairable Gentleness – 8:10
6. Go Mad and Mark – 6:35
7. A Conviction that Speeds – 5:27
8. Reasons and Oblivion – 5:05
9. A Will Remains in the Ashes – 12:44